# 869
- Wikisource

| Calendário gregoriano                                                        | 869 DCCCLXIX                                         |
| Ab urbe condita                                                              | 1622                                                 |
| Calendário arménio                                                           | 318 – 319                                            |
| Calendário bahá'í                                                            | -975 – -974                                          |
| Calendário budista                                                           | 1413                                                 |
| Calendário chinês                                                            | 3565 – 3566 Início a 18 de janeiro (aproximadamente) |
| Calendário copta                                                             | 585 – 586                                            |
| Calendário etíope                                                            | 861 – 862                                            |
| Calendários hindus - Vikram Samvat - Calendário nacional indiano - Cáli Iuga | 924 – 925 790 – 791 3969 – 3970                      |
| Calendário Holoceno                                                          | 10869                                                |
| Calendário islâmico                                                          | 255 – 256                                            |
| Calendário judaico                                                           | 4629 – 4630                                          |
| Calendário persa                                                             | 247 – 248                                            |
| Calendário rúnico                                                            | 1119                                                 |
| Calendário solar tailandês                                                   | 1412                                                 |

869 (DCCCLXIX, na numeração romana) foi um ano comum do século IX que começou num sábado, segundo o calendário juliano. A terça-feira de Carnaval ocorreu a 15 de fevereiro e o domingo de Páscoa a 3 de abril. Segundo o horóscopo chinês, foi o ano do Boi, começando a 18 de janeiro (aproximadamente).
| Ano completo                       |
| ---------------------------------- |
| Ano comum com início à terça-feira |

## Eventos
- 5 de outubro de 869 a 28 de fevereiro de 870 - O Quarto Concílio de Constantinopla foi o oitavo concílio ecumênico da Igreja católica. Entre as principais características deste concílio, estão: Condenação e deposição de Fócio, patriarca de Constantinopla, pois ele tinha tomado para si, de modo ilegítimo, a dignidade de Patriarca. O cisma de Fócio triunfou na Igreja Grega, de modo que este foi o último concílio no Leste); Condenação do ilegítimo concílio presidido por Fócio;

## Nascimentos
- Yozei, 57º imperador do Japão (m. 949)

## Mortes
- Lotário II da Lotaríngia (n. 835)